# Oulad Rahmoune
Oulad Rahmoune (en àrab أولاد رحمون, Ūlād Raḥmūn; en amazic ⵡⵍⴰⴷ ⵕⵃⵎⵓⵏ) és una comuna rural de la província d'El Jadida, a la regió de Casablanca-Settat, al Marroc. Segons el cens de 2014 tenia una població total de 28.449 persones.